# Science fiction-serien
Science fiction-serien är en bokserie utgiven 1973–1975. Först stod Lindfors förlag för utgivningen men den togs under 1975 över av bokförlaget Regal. Sam J. Lundwall står som redaktör för serien. 
Bland de först utgivna titlarna återfinns några från etablerade science fiction-författare som Jack Williamson, A. E. van Vogt och Isaac Asimov men ganska snabbt började utgivningen domineras av en lättare typ av rymdäventyr för ungdomar, framför allt i form av böckerna om rymdhjälten Kap Kennedy skrivna av Gregory Kern (alias för Edwin Charles Tubb). Bokserien innehöll också tre titlar av den svenska författaren och mystikern Dénis Lindbohm, samt en Gregory Kern-parodi av Gunnar Gällmo skriven under pseudonymen Ferdinand Fitzschkloff. 
| Volym | Titel                  | Författare                                        | Utgivningsår  |
| ----- | ---------------------- | ------------------------------------------------- | ------------- |
| 1     | Rymdlegionen           | Jack Williamson                                   | 1973          |
| 2     | SLAN                   | A. E. van Vogt                                    | 1973          |
| 3     | Tigermannen            | Alfred Bester                                     | 1973          |
| 4     | Stålgrottorna          | Isaac Asimov                                      | 1973          |
| 5     | Soldat från jorden     | Dénis Lindbohm                                    | 1973          |
| 6     | Dödens stjärna         | Gregory Kern                                      | 1973          |
| 7     | Slavskepp från Sergan  | Gregory Kern                                      | 1974          |
| 8     | Monstret från Metelaze | Gregory Kern                                      | 1974          |
| 9     | Vansinnesdrogen        | Gregory Kern                                      | 1974          |
| 10    | Ödets sten             | Gregory Kern                                      | 1974          |
| 11    | Katastrof!             | Gregory Kern                                      | 1974          |
| 12    | Gholanporten           | Gregory Kern                                      | 1974          |
| 13    | Robotar, UPA           | Kenneth Bulmer                                    | 1974          |
| 14    | Uppror!                | Ferdinand Fitzschkloff (pseud. för Gunnar Gällmo) | 1975          |
| 15    | Världsslukaren         | Gregory Kern                                      | 1975          |
| 16    | Evigt liv              | James White                                       | 1975          |
| 17    | Stjärnpesten           | Dénis Lindbohm                                    | 1975          |
| 18    | Kosmisk fara           | Edmond Hamilton                                   | 1975          |
| 19    | Fientlig värld         | Gregory Kern                                      | 1975          |
| 20    | Eden utan Adam         | Dénis Lindbohm                                    | 1975          |
| 21    | Vid rymdens gräns      | Bertram Chandler                                  | Utgavs aldrig |